# Двойное движение

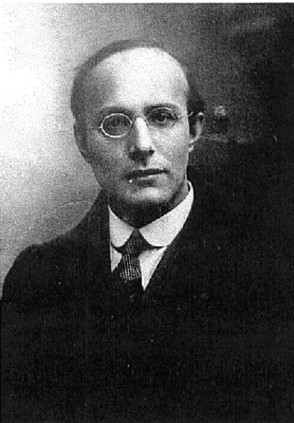
Карл Поланьи

Двойное движение (англ. The Double Movement) — концепция, созданная Карлом Поланьи в его книге «Великая трансформация». Эта фраза относится к диалектическому процессу маркетизации и побуждает к социальной защите от этой маркетизации. Во-первых, реформаторы laissez-faire стремятся «расчленить» экономику, чтобы создать то, что Поланьи называет «рыночным обществом», в котором все вещи превращаются в товар, включая то, что Поланьи называет «ложными товарами»: землю, труд и деньги. Во-вторых, возникает реакционное «контрдвижение», когда общество пытается реинтегрировать экономику посредством создания социальных защит, таких как трудовое законодательство и тарифы. По мнению Поланьи, эти либеральные реформаторы стремятся подчинить общество рыночной экономике, которую эти реформаторы считают саморегулирующейся. Для Поланьи это утопический проект, поскольку экономика всегда встроена в общество.

## Обзор
Согласно Великой трансформации, развитие «рыночного общества» было сформировано двойным движением. Было установлено, что эта формулировка является практичной для анализа глобального развития за последние 30 лет. Например, принцип невмешательства был предшественником концепции или движения неолиберализма или рыночного фундаментализма.
Хотя концепция двойного движения подвергалась критике в связи с тем, что эта формулировка имела тенденцию быть функционализмом, она все ещё является эффективным инструментом, который работает в качестве теоретической основы.
Прежде всего, Поланьи критиковал классовый анализ марксизма. Он поднял некоторые проблемы марксистского классового анализа, которые фокусируются только на узкой части конфликтов между работодателями и рабочими, а не на общем политическом фоне, где происходили конфликты. Скорее, Поланьи предположил, что государственная власть формирует иную власть между работодателями и рабочими. Это также означает, что рыночная система не может функционировать без действий правительства. Его высказывание «Laissez-faire был запланирован» подразумевает, что Laissez-faire тесно связан с управлением рыночной экономикой. Поскольку рынок не может производить изобретенные товары, такие как деньги, земля и рабочая сила, на должном уровне устойчивых количеств, правительство должно участвовать в управлении спросом и предложением для процесса производства этих вещей. Эта фиктивная концепция рыночной экономики означает, что принцип невмешательства не всегда действует безупречно. Он утверждал, что противоречие рыночного общества состоит в том, что само по себе оно не может быть основой социального порядка, скорее, действия правительства необходимы для производства и поддержания социального порядка. Анализ Поланьи реформирует область, где происходит социальная борьба, и дает менее классово-детерминированное объяснение. Эти два нововведения тесно связаны между собой.
Поланьи также внес свой вклад в глобальный контекст, где происходит социальная борьба. До него многие другие аналитики знали о глобальном расширении капитализма, но он дал дальнейший анализ этого глобального качества. Он утверждал, что специфическое положение страны в глобальной системе государств сдерживает социальные конфликты внутри конкретного политического государства. Это означает, что оба новшества, упомянутые выше, были глобальной ситуацией. Нормальная экономическая картина показала, что глобальные явления в значительной мере определили социальную борьбу в странах. Опора движения невмешательства на глобальную ситуацию также породила неизбежную конкуренцию, которая является причиной слабости международной государственной системы. Внутреннее контрдвижение против национализма продемонстрировало своего рода лояльность к адекватному функционированию международной экономики в пользу погони за собственным особым путем развития, требующим от политической власти существенного управления рынками.
Зависимость Laissez-faire от глобальной гегемонии является сложной проблемой, потому что это та область, где политические лидеры нуждаются в переговорах, чтобы сохранить свою политическую власть для двух основных целей. Они должны обеспечивать как защиту положения нации в международной государственной системе, так и эффективное функционирование отечественной экономики. Политические лидеры должны стремиться к достижению баланса между этими двумя целями. Если политика взвешена в одну сторону, например, склоняясь к невмешательству, это подрывает внутреннюю экономику, и экономика становится слишком зависимой от глобального потока. С другой стороны, если политика направлена на достижение другой цели, это нарушает деловую среду и ослабляет глобальный статус страны, уменьшая объём достаточных иностранных инвестиций и ресурсов. Поэтому каждый политический лидер должен учитывать как рискованные ситуации, так и принимать решение на должном сбалансированном уровне. Относительная власть между этими двумя движениями соперничества определяется политическими и экономическими государствами и тем, как социальные участники думают и действуют против этих конкретных ситуаций.
С одной стороны, в исследовании Поланьи большое значение имеет механизм саморегулирования рынка. Поланьи поддержал утверждение Маркса о том, что он больше влияет на преследование интересов, когда люди имеют общую идеологию, а не индивидуальную цель. Если бы не спор об общих интересах социальных факторов на саморегулирующемся рынке, движение невмешательства не оказало бы такого большого влияния на мировую экономику.
В двойном движении рабочие и капиталисты являются главными действующими лицами, которые участвуют в этих двух движениях и представляют ключевую часть двух конкурирующих движений соответственно. Между тем, согласно анализу Поланьи, существуют также различные социальные группы, которые активно участвуют в этих движениях. Например, он утверждал, что буржуазия и пролетариат оказывают наибольшее влияние на общество, когда они осуществляют свою власть от различных влиятельных социальных групп. В целом рабочие были склонны поддерживать контрдвижение против невмешательства, а капиталисты выступали за свободу и расширение рынка. Тем не менее, во все времена, было несколько рабочих и капиталистов, которые наоборот их поддерживали.
Поланьи также утверждал, что концепция саморегулирующегося рынка невмешательства является вполне утопическим мышлением. Рыночная система рухнет, если вообще не будет никакого государственного управления. В большинстве случаев сторонники движения Laissez-faire утверждают, что саморегулирующийся рынок работает хорошо сам по себе, так что сигналы, такие как цена с рынка, имеют возможность распределять капитал, рабочую силу и землю подходящим образом. Однако довольно значительная часть этих защитников обнаружила бы, что они в большей степени зависят от правительственного регулирования защиты их собственности, контроля над рабочими низшего класса и даже функционирования свободного рынка.